# Могила Карла Маркса
Могила Карла Маркса — находится в восточной части Хайгейтского кладбища в Лондоне (Англия). В ней покоятся Карл Маркс и его супруга Женни Маркс, а также другие члены их семьи. Первоначально это захоронение располагалось в другой части этого же Восточного кладбища, однако в одну из ночей 1954 года останки были перезахоронены группой коммунистов в нынешнем месте (более видном по сравнению с предыдущим). Надгробие создано Лоуренсом Брэдшоу и открыто в 1956 году на церемонии, проведенной генеральным секретарём Коммунистической партии Великобритании Гарри Поллитом. Эта партия и профинансировала возведение данного мемориала. Он состоит из внушительного бронзового бюста Маркса, установленного на гранитном пьедестале (с мраморной вставкой), на который вынесены цитаты из его произведений, в частности на передней стороне постамента — слова, которыми оканчивается Манифест Коммунистической партии: «Пролетарии всех стран, соединяйтесь!» (дословно — «Workers of all lands — unite»).
С 1974 года могила относится к архитектурным памятникам I категории на территории лондонского района Камден (Grade I listed buildings in the London Borough of Camden), что обеспечивает присутствие в туристических каталогах и справочниках.
Супруга Маркса Женни скончалась 2 декабря 1881 года, а сам он — 14 марта 1883 года. Его похоронили рядом с нею, в дождь на похороны явилось всего 11 человек, включая Энгельса. Тем не менее уже спустя год могилу Маркса посетило более тысячи человек.

## Галерея
- Почтовая марка СССР, 1933 год. 50-летие со дня смерти Карла Маркса: «Могила К. Маркса в Лондоне»
- Макет оформления могилы Карла Маркса, созданный Лоуренсом Брэдшоу, экспонируется в Художественной галерее[англ.] города Лидс.